# Isidro Pitta
Isidro Miguel Pitta Saldívar (Caacupé, Paraguay, 14 de agosto de 1999) es un futbolista paraguayo que juega de delantero en el Red Bull Bragantino, del Campeonato Brasileño de Serie A.

## Trayectoria
Pitta se formó en la academia "Cicloncitos" del Club Cerro Porteño de 2013 a 2017. donde fue máximo goleador de sus equipos. Su estilo de juego en Cerro Porteño fue de delantero siendo goleador y campeón en varias ocasiones.
Jugó brevemente para el club portugués Alvarenga en Arouca durante seis meses durante la temporada 2017-18 donde anotó 5 goles en 14 partidos. Al regresar a Paraguay desde Portugal, probó para el Deportivo Santaní donde debutó en la Primera División de Paraguay, en el que anotó seis goles en 28 encuentros y fichó por el Sportivo Luqueño.
En el mes de septiembre de 2020 firmó por el Club Olimpia de la Primera División de Paraguay, debutando en un partido por la Copa Libertadores contra el Santos de Brasil el 15 de septiembre de 2020, entrando a los 20' del primer tiempo en reemplazo de Roque Santa Cruz.
El 16 de agosto de 2021 regresó al fútbol europeo para jugar en la S. D. Huesca de España. En las filas del conjunto oscense anotó dos goles en 14 partidos de liga.
A mitad de temporada, el 28 de enero de 2022, fue cedido durante un año al Esporte Clube Juventude que competía en la Serie A brasileña. Al término de la misma, el 21 de diciembre, la S. D. Huesca lo traspasó al Cuiabá Esporte Clube.
En 2024, Pitta sumará 21 goles y dos asistencias en 61 juegos en la temporada en Cuiabá.

## Estadísticas

### Clubes
Actualizado hasta su último partido disputado el 1 de junio de 2025.
| Club                         | Div.          | Temporada     | Liga  | Liga  | Liga   | Estatales | Estatales | Estatales | Copas nacionales | Copas nacionales | Copas nacionales | Torneos internacionales | Torneos internacionales | Torneos internacionales | Total | Total | Total  |
| Club                         | Div.          | Temporada     | Part. | Goles | Asist. | Part.     | Goles     | Asist.    | Part.            | Goles            | Asist.           | Part.                   | Goles                   | Asist.                  | Part. | Goles | Asist. |
| ---------------------------- | ------------- | ------------- | ----- | ----- | ------ | --------- | --------- | --------- | ---------------- | ---------------- | ---------------- | ----------------------- | ----------------------- | ----------------------- | ----- | ----- | ------ |
| Deportivo Santaní Paraguay   | 1.ª           | 2019          | 26    | 6     | 1      | —         | —         | —         | —                | —                | —                | 2                       | 0                       | 0                       | 28    | 6     | 1      |
| Deportivo Santaní Paraguay   | Total club    | Total club    | 26    | 6     | 1      | 0         | 0         | 0         | 0                | 0                | 0                | 2                       | 0                       | 0                       | 28    | 6     | 1      |
| Sportivo Luqueño Paraguay    | 1.ª           | 2020          | 16    | 7     | 3      | —         | —         | —         | —                | —                | —                | 2                       | 1                       | 1                       | 18    | 8     | 4      |
| Sportivo Luqueño Paraguay    | Total club    | Total club    | 16    | 7     | 3      | 0         | 0         | 0         | 0                | 0                | 0                | 2                       | 1                       | 1                       | 18    | 8     | 4      |
| Club Olimpia Paraguay        | 1.ª           | 2020          | 4     | 1     | 0      | —         | —         | —         | —                | —                | —                | 4                       | 1                       | 0                       | 8     | 2     | 0      |
| Club Olimpia Paraguay        | 1.ª           | 2021          | 11    | 3     | 0      | —         | —         | —         | —                | —                | —                | 6                       | 2                       | 0                       | 17    | 5     | 0      |
| Club Olimpia Paraguay        | Total club    | Total club    | 15    | 4     | 0      | 0         | 0         | 0         | 0                | 0                | 0                | 10                      | 3                       | 0                       | 25    | 7     | 0      |
| S. D. Huesca · España        | 2.ª           | 2021-22       | 14    | 2     | 0      | —         | —         | —         | 2                | 0                | 0                | —                       | —                       | —                       | 16    | 2     | 0      |
| S. D. Huesca · España        | Total club    | Total club    | 14    | 2     | 0      | 0         | 0         | 0         | 2                | 0                | 0                | 0                       | 0                       | 0                       | 16    | 2     | 0      |
| E. C. Juventude · Brasil     | 1.ª           | 2022          | 32    | 5     | 2      | 7         | 1         | 0         | 3                | 2                | 1                | —                       | —                       | —                       | 42    | 8     | 3      |
| E. C. Juventude · Brasil     | Total club    | Total club    | 32    | 5     | 2      | 7         | 1         | 0         | 3                | 2                | 1                | 0                       | 0                       | 0                       | 42    | 8     | 3      |
| Cuiabá E. C. · Brasil        | 1.ª           | 2023          | 29    | 5     | 1      | 16        | 7         | 6         | 1                | 0                | 0                | —                       | —                       | —                       | 46    | 12    | 7      |
| Cuiabá E. C. · Brasil        | 1.ª           | 2024          | 35    | 7     | 2      | 15        | 9         | 1         | 4                | 1                | 0                | 8                       | 4                       | 0                       | 62    | 21    | 3      |
| Cuiabá E. C. · Brasil        | Total club    | Total club    | 64    | 12    | 3      | 31        | 16        | 7         | 5                | 1                | 0                | 8                       | 4                       | 0                       | 108   | 33    | 10     |
| Red Bull Bragantino · Brasil | 1.ª           | 2025          | 9     | 4     | 1      | 12        | 2         | 1         | 3                | 0                | 0                | —                       | —                       | —                       | 24    | 6     | 2      |
| Red Bull Bragantino · Brasil | Total club    | Total club    | 9     | 4     | 1      | 12        | 2         | 1         | 3                | 0                | 0                | 0                       | 0                       | 0                       | 24    | 6     | 2      |
| Total carrera                | Total carrera | Total carrera | 176   | 40    | 10     | 50        | 19        | 8         | 13               | 3                | 1                | 22                      | 8                       | 1                       | 261   | 70    | 20     |
| 1. 2. 3. 4.                  |               |               |       |       |        |           |           |           |                  |                  |                  |                         |                         |                         |       |       |        |

### Selección nacional
Actualizado de acuerdo al último partido jugado el 15 de noviembre de 2024.
| Selección         | Año             | Amistosos | Amistosos | Amistosos | Eliminatorias | Eliminatorias | Eliminatorias | Continental | Continental | Continental | Mundial | Mundial | Mundial | Total | Total | Total  |
| Selección         | Año             | Part.     | Goles     | Asist.    | Part.         | Goles         | Asist.        | Part.       | Goles       | Asist.      | Part.   | Goles   | Asist.  | Part. | Goles | Asist. |
| ----------------- | --------------- | --------- | --------- | --------- | ------------- | ------------- | ------------- | ----------- | ----------- | ----------- | ------- | ------- | ------- | ----- | ----- | ------ |
| Absoluta Paraguay | 2024            | —         | —         | —         | 5             | 0             | 0             | —           | —           | —           | —       | —       | —       | 5     | 0     | 0      |
| Total selección   | Total selección | 0         | 0         | 0         | 5             | 0             | 0             | 0           | 0           | 0           | 0       | 0       | 0       | 5     | 0     | 0      |
| 1.                |                 |           |           |           |               |               |               |             |             |             |         |         |         |       |       |        |

## Palmarés

### Campeonatos regionales
| Título                   | Club         | Región      | Año  |
| ------------------------ | ------------ | ----------- | ---- |
| Campeonato Matogrossense | Cuiabá E. C. | Mato Grosso | 2023 |
| Campeonato Matogrossense | Cuiabá E. C. | Mato Grosso | 2024 |

### Campeonatos nacionales
| Título           | Club         | País     | Año    |
| ---------------- | ------------ | -------- | ------ |
| Primera División | Club Olimpia | Paraguay | C-2020 |